# Chavín de Huántar
Chavín de Huántar ist eine archäologische Stätte in Peru, die erst zu 15 Prozent genau erforscht ist. Sie hat einer Kultur den Namen gegeben, die sich zeitlich zwischen 850 v. Chr. bis 200 v. Chr. erstreckte. Die Chavín-Kultur breitete sich sowohl im Hochland als auch entlang des Küstengebietes aus und hat viele der nachfolgenden Kulturen beeinflusst. Die UNESCO erklärte Chavín im Jahr 1985 zur UNESCO-Welterbe-Stätte.

## Lage

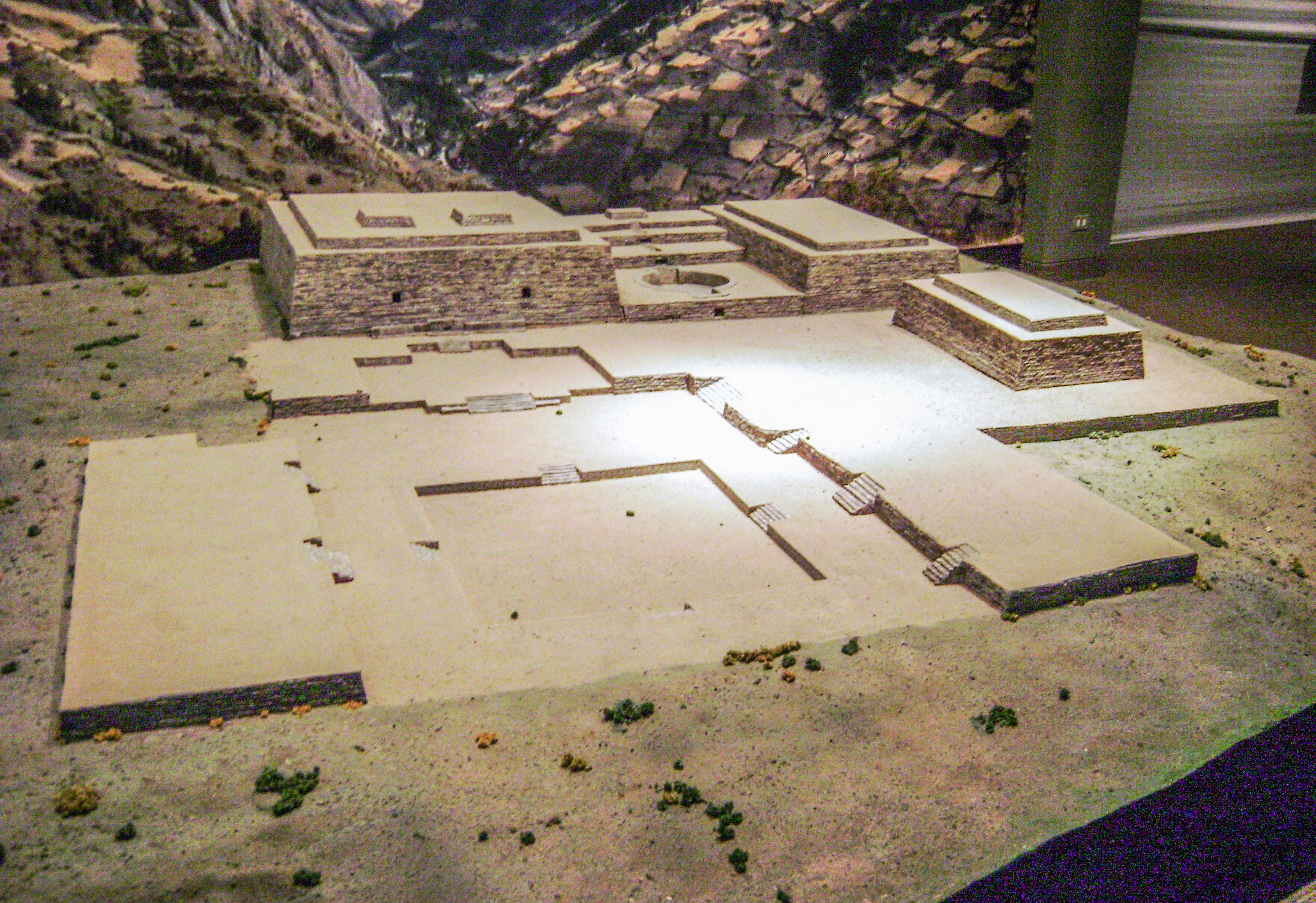
Modell von Chavín de Huántar

Chavín lag am Schnittpunkt zwischen der Verbindung vom Bergland zur Küste und der Route von Norden nach Süden. Die Stätte liegt 2 Fahrstunden (ca. 100 km) von der Stadt Huaraz, dem Hauptort der Region Ancash, entfernt; von Lima aus sind es etwa 430 km in nördlicher Richtung.

## Zweck der Stätte
Was Chavín tatsächlich war, ist bis heute unbekannt. Annahmen gehen dahin, dass es während seiner Blütezeit zwischen 400 und 200 v. Chr. ein Orakel- und Kultzentrum bedeutenderen Ausmaßes war, dessen kulturelle Betätigung der Textil- und Keramikfertigung sowie der Metallbearbeitung galt. Die Anlage Chavín gilt als das älteste Ensemble an Steinbauwerken in Peru. Die Steinklötze aus Granit stammen vom Kahuish-Pass und wurden zur Regenzeit herangeflößt.

## Architektur

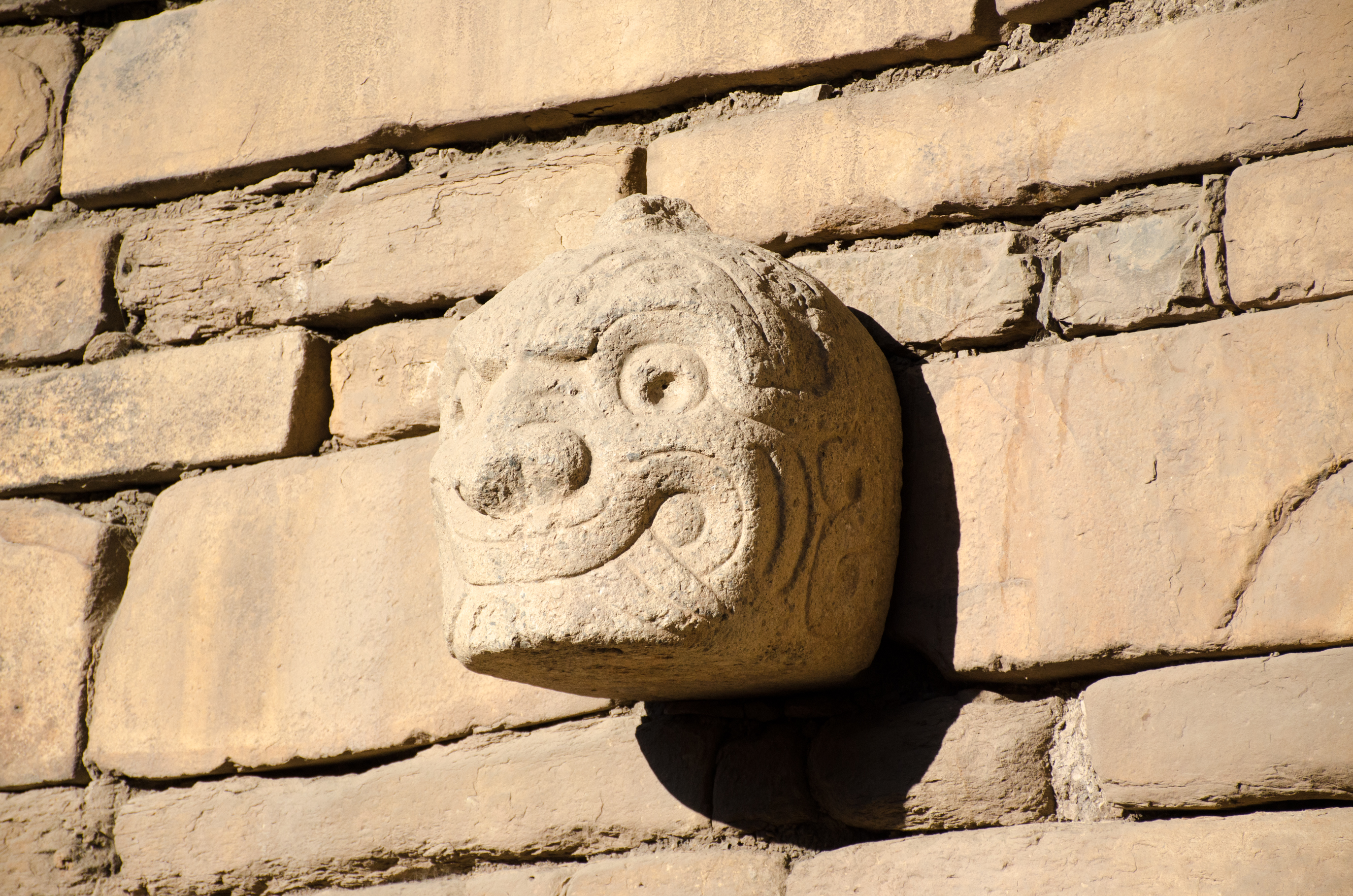
Kopf in der Außenwand

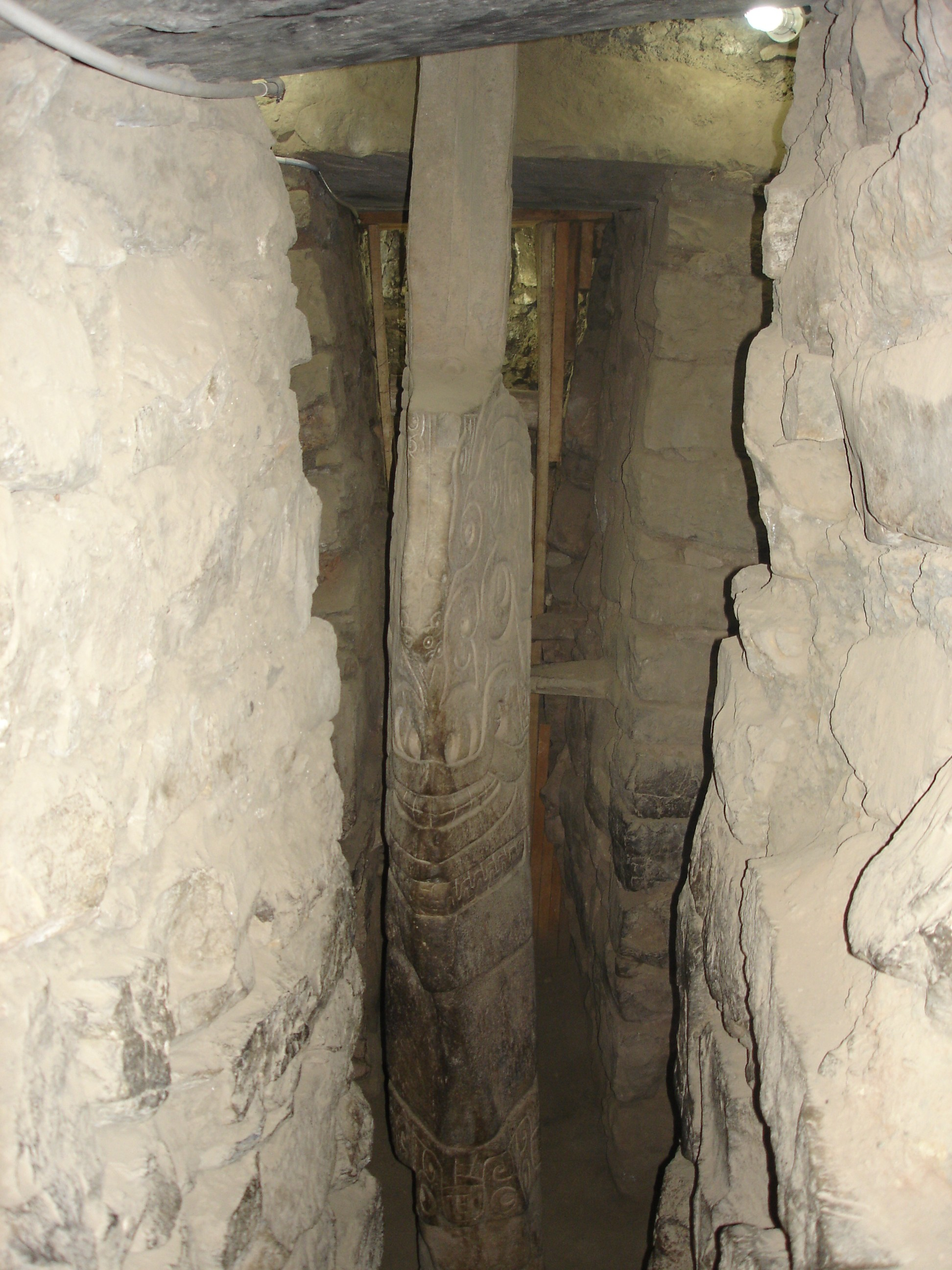
Monolith „El Lanzón“

Die Anlage umfasst mehrere Gebäude mit diversen Plattformen und Innenhöfen, die zum Teil durch unterirdische Gänge miteinander verbunden sind. Die Hauptbauwerke sind ein „Alter Tempel“ und ein „Neuer Tempel“ sowie ein von den Spaniern irrtümlicherweise Castillo genanntes Gebäude, eine dreistöckige, quadratische Pyramide, mit einer Seitenlänge von 70 m und einer Höhe von etwa 15 m. Zum Schutz vor Erdbeben sind die als Trockenmauerwerk ausgeführten oder nur durch dünne Erdschichten verbundenen Außenmauern um ca. 7 Grad geneigt. Im Inneren befindet sich ein Labyrinth von kleinen Kammern, Treppen und Rampen, die durch unterirdische Gänge miteinander verbunden sind und waagrechte Ventilationskanäle aufweisen.

## Skulptur
Die Außenmauern waren kurz unterhalb des oberen Randes mit masken- oder fratzenartigen steinernen Köpfen etc. verziert, die teilweise gut erhalten bzw. restauriert sind. Archäologen sind der Auffassung, dass es sich um Darstellungen von Opfern oder gefangener Feinde handelt. Die Steinreliefs zeigen dagegen Raubkatzen (evtl. Jaguare) in Verbindung mit Schlangen und Kondoren.
Im Zentrum des Bauwerks befindet sich der 4,5 m hohe Monolith „El Lanzón“, ein menschlich gestaltetes Gottesbild, mit Krallen an Händen und Füßen, das sich im Schnittpunkt kreuzförmiger Galerien befindet. Die Figur in der Form eines Messers mit dem Griff nach oben, zeigt ein Raubtiergesicht mit zahlreichen Schlangen zwischen den Zähnen. An den Haarenden und sogar vom Gürtel hängen Schlangen herab. Der Monolith ist die älteste Figur, die in dieser Gegend gefunden wurde.
Obwohl sich die dargestellten Motive ähneln, werden die Raimondi-Stele und der Tello-Obelisk, die sich heute im Museo Nacional de Arqueología Antropología e Historia in Lima befinden, deutlich jünger datiert.
Von der ethnobotanischen Nutzung von Echinopsis pachanoi zeugt eine Steintafel.

## Bewertung
- Julio Tello, ein peruanischer Archäologe, kam zur Ansicht, dass Chavín verschiedene Kulturen bis zu den Inkas in einer religiösen Ideologie vereinte.
- Die Chavín-Kultur kannte einfache Techniken der Goldbearbeitung. Schlangenförmige Schmuckstücke und Goldplättchen mit stilisierten Raubkatzenmotiven wurden gefunden. Keramiken und Textilprodukte weisen ebenfalls Raubtiermotive auf.
- Ähnliche Motive wurden in der nachfolgenden Moche-Kultur, aber auch in der Gegend um Tiahuanaco gefunden.

## Filme
- José María Morales: Tempel der Menschenopfer: Chavín de Huántar. Spanien 2016, für das ZDF.